# مؤتمر أنمي

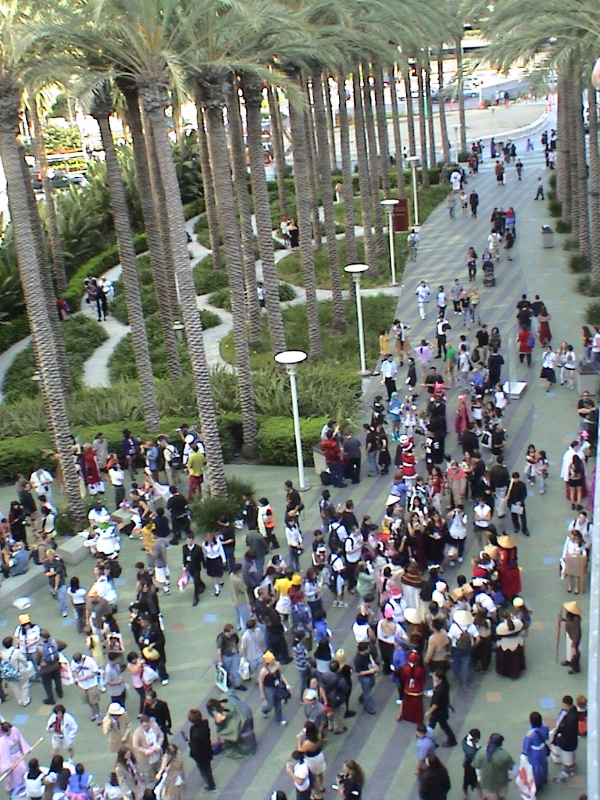
خارج قاعة المؤتمر في معرض أنمي 2004.

مؤتمر الأنمي (بالإنجليزية: Anime convention : أنمي كونڤونشُن)‏ هو حدث أو تجمع الهدف منه بشكل أساسي التركيز على الأنمي، و المانغا، والثقافة اليابانية. الشائع أن هذه المهرجانات تستمر عادة عدة أيام في مراكز المؤتمرات والفنادق في الجامعات. وهي تحتوي على مجموعة واسعة من الأنشطة والفعاليات، مع عدد كبير من الحضور المشاركين بجانب فعاليات أخرى متنوعة. كما تستخدم مهرجانات الأنيمي كرافعة لإنتاجات الأنيمي، وذلك بإلقاء الضوء على الإستوديوهات والموزعين وتمكين الناشرين من عرض إبداعتهم في الأنيمي .

## التاريخ
مؤتمرات أو مهرجانات الأنيمي لديها تاريخ طويل ومتنوع في جميع أنحاء العالم. والتجمع الأول، كان مبنيًا على نشر نوع من المانغا يسمى دوجينشي، و الذي بدأ عام 1975 بحضور نحو نحو 700 شخص في طوكيو. لكن في السنوات الأخيرة، اجتذب هذا التجمع أكثر من نصف مليون شخص. مؤتمرات الأنيمي اليابانية مدعومة بشكل كبير من قبل استوديوهات أو شركات النشر وتستخدم كمنصات للإصدارات الجديدة. بالإضافة إلى اليابان حاول مسؤولو المؤتمرات كأنميجاپان الوصول إلى معارض المانڭا الخارجية. بدأت موتمرات الأنمي تظهر في الولايات المتحدة في أوائل التمانينات و أول مؤتمر أي كون ظهر في وقت مبكر من التسعينات، وعلى وجه الدقة الفترة الزمنية المحددة غير مؤكد. ، ويعتبر من بين مؤتمرات الأنيمي الأولى في البلاد، ولكن هذا غير متفق عليه. و قد زعم أيضا أن ياماتوكون، و هو مؤتمر «مكرس للرسوم المتحركة اليابانية» عقد لأول مرة في عام 1983 في دالاس بولاية تكساس. ومنذ ذلك الحين، ظهرت مؤتمرات أنيمي متعددة في دول عديدة. منذ مؤتمرات الأنيمي الأولى التي جلبت بضع مئات من الأشخاص، إزدادت شعبية مؤتمرات الأنيمي . أنميكون الذي عقد في سان خوسيه، كاليفورنيا في عام 1991 يعد مثال لكسر حاجز 1000 من الحضور. وكان أيضا أول مؤتمر حصل على دعم من استوديوهات الإنتاج الأمريكية واليابانية. أنمي أكسبو الذي عقد في لوس انجليس منذ عام 1992 ويعد أكبر مؤتمر من نوعه، حيث أجتذب أكثر من 80,000 شخص في عام 2014. في النهاية بدأت مؤتمرات الأنيمي في الظهور في الدول الأخرى، مثل أوروبا التي ظهرت بها قي منتصف التسعينات. و كان أوكون مؤتمر أنيمي ليوم واحد عقد في لندن، إنجلترا في عام 1994، وترأسه هيلين مكارثي. اكسبو اليابان في باريس في الوقت الحاضر هو أكبرمؤتمر في العالم خارج اليابان. مؤتمرات الأنيمي انتشرت بعد ذلك إلى أستراليا في أواخر التسعينات مع مؤتمر المانيفستو، الذي عقد لأول مرة في عام 1998.

## الضيوف
تتميز مؤتمرات الأنيمي عادة بقائمة للضيوف كجزء من تركيبتها، و يمكن أن يكون الضيف أحد أقطاب صناعة الأنمي، وكمثال لبعض الأسماء البارزة هناك المدير هيرويوكي كانبي، مؤلف تسوكاسا فوشيمي، وكازوما ميكي من مجموعة أسكي الأعلامية.ويعد مؤتمر الأنيمي فرصة للتفاعل مع هؤلاء الأفراد الذين لا يكون ممكنا التواصل معهم خارج الحدث.

## أحداث مؤتمر أنيمي
تشمل مؤتمرات الأنيمي في كثير من الأحيان محاضرات، وهي مناقشات مفتوحة مفتوحة تنطوي على بعض الموضوعات المحدد مسبقا، وعادة لا تخرج عن موضوع الأنيمي. المحاضرات عادة ما تأتي في جزأين، حيت يقدم المضيف الضيف أويجري مقابلة معه، ثم يطلب من الحضور طرح الأسئلة. نطاق الموضوعات المطروحة لنقاش متنوعة ويمكن أن تشمل أشياء من المانجا لإعلانات القادمة من قبل الصناعة. هناك أيضا ورش العمل التي تشبه المحاضرات ولكنها تكون أكثر توجها نحو إعطاء التعليمات من خلال مهمة كبيرة أو محددة مثل كيفية رسم المانجا، ورسم رسوم الكمبيوتر المتحركة، أو كيف تصبح مقلد صوت. حدث آخر في معظم مؤتمرات الأنيمي يتضمن عروض من حلقات الأنيمي الفعلية التي يمكن أن تستمر طوال اليوم.
ويمكن أن تشمل مؤتمرات الأنيمي أيضا على المسابقات. هذه المسابقات تركز حول الازياء (أو كوسبلاي)، و الأعمال الفنية (التخطيط نحت، رسم)، و أشرطة الفيديو والموسيقى ذات الصلة بالأنيمي، ألعاب الفيديو، ألعاب النرد، وألعاب الورق، والعديد من الأنشطة الأخرى. في بعض الحالات، قد تقدم جوائز قيمة في هذه المسابقات. ما يسمى قاعة العرض أو غرفة التجار 'له أيضا شعبية في مؤتمرات الأنيمي. شركات ودور النشر والموزعين، وأصحاب مصالح أخرى غالبا ما يصلون لعرض و / أو بيع أحدث منتجاتها للجماهير. ويمكن أن تشمل الأواني الروايات المصورة المانجا، والمواد الإعلامية الخاصة بالأنيمي، شخصيات الأنمي، والملابس أو الأزياء مسبقة الصنع، و أقراص الموسيقى المدمجة، والبرمجيات، والزينة ولعب الأطفال والكتب الفنية، والأطعمة المتخصصة، وغيرها الكثير.
هناك أيضا عروضاً فنية في مؤتمرات الأنيمي. هذه العروض مماثلة لتلك التي في المتاحف التقليدية أو المعارض. يتم وضع الأعمال الفنية من كل نوع على العرض، وفي بعض الحالات للمزايدة لشراء / المزاد، من قبل المشاهد.يتم الدخول عادة بناء على المساحة المتاحة والتسجيل القبلي في المؤتمر. يمكن للفنان أن يختار أن يكون حاضرا لعرض ومناقشة المعروضات أو ليكون ضمن اللجنة المعنية بالمعروض الفني المعروف باسم زقاق المعروضات. هذه المعروضات قد تكون حرف أوفنون أو الكتب المنشورة بشكل ذاتي أو الفيديو، أو مجلات الهواة، و أكثر من ذلك.

## روابط خارجية
- AnimeCons.com
- UpcomingCons.com Anime Cons List
- A list of convention rules / guidelines